# (12) Victoria
(12) Victoria er en asteroidebælte asteroide, opkaldt efter den romerske gudinde for sejr, men også efter den britiske Dronning Victoria, på græsk er navnet Nike, som er datter af Styx. Navnesammenfaldet med den daværende dronning førte til en større diskussion, hvor redaktøren af tidskriftet Astronomical Journal endte med at opkalde asteroiden; Clio, (hvilket i dag bruges om (84) Clio. Opdageren af Victoria; W. C. Bond fra Harvard College Observatory insisterrede på det nuværende navn, med dets mytoligske relationer.
Victoria er en S-type asteroide, og radar og interferometriske observationer viser at Victoria er aflang og muligvis har en satellit/måne.